# Kronprinsesse Marys Bro
Kronprinsesse Marys Bro är en bro över Roskildefjorden, som förbinder Marbæk söder om Frederikssund och Tørslev Hage i Hornsherred. Bron öppnades 2019 och är en fyrfilig högbro enbart för motorfordonstrafik. Den är 1 360 meter lång och 19,7 meter bred. Bron är byggd på pelare, som går upp till 40 meter ned i havsbotten. Den segelfria höjden är 22 meter
Bron byggdes för att avlasta den starkt trafikerade Kronprins Frederiks Bro. Den var tidigare en betalbro men är efter lokala protester gratis att passera från  den 1 januari 2022.

## Bildgalleri

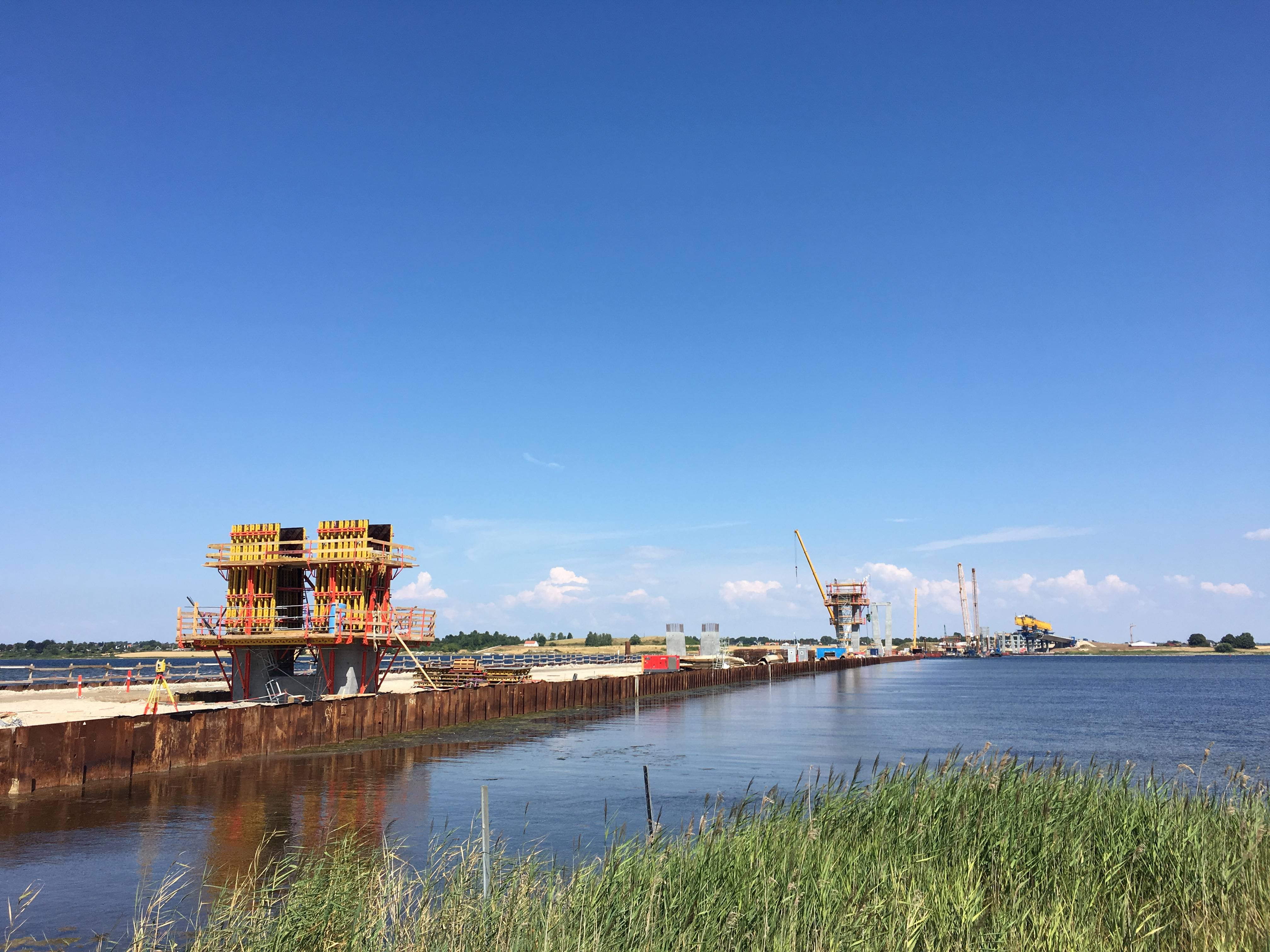
Bron under byggnation, juli 2018
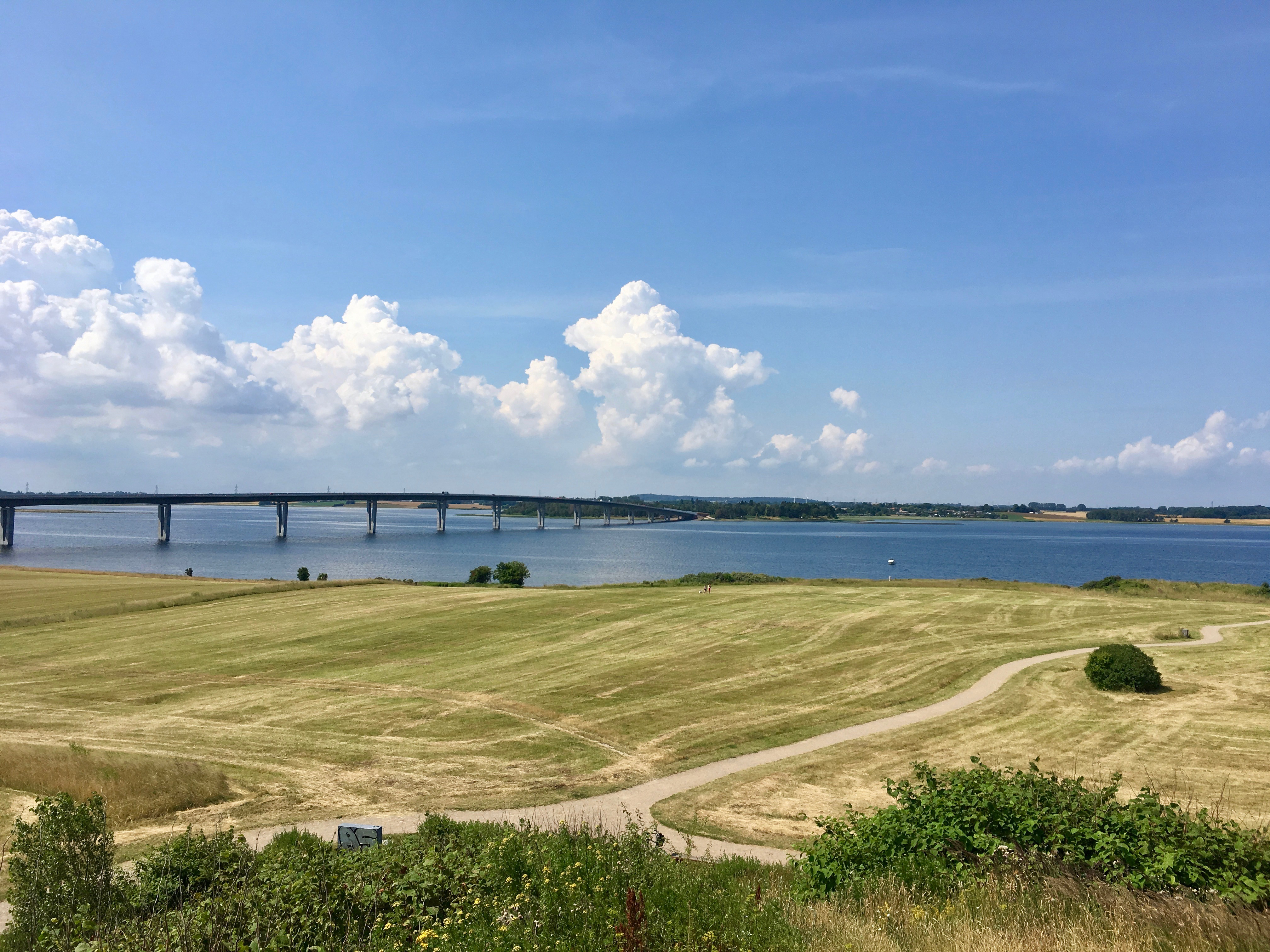
Marbæk Strandpark med Kronprinsesse Marys Bro